# Света Петка (Витина)
„Света Петка“ (на сръбски: Црква Свете Петке) е възрожденска православна църква в град Витина, Косово. Част е от Рашко-Призренската епархия на Сръбската православна църква.

## История
Църквата е издигната в ХХ век.

## Описание
В църквата работи дебърският майстор Константин Яковлев от Галичник.